# Stephan Krehl

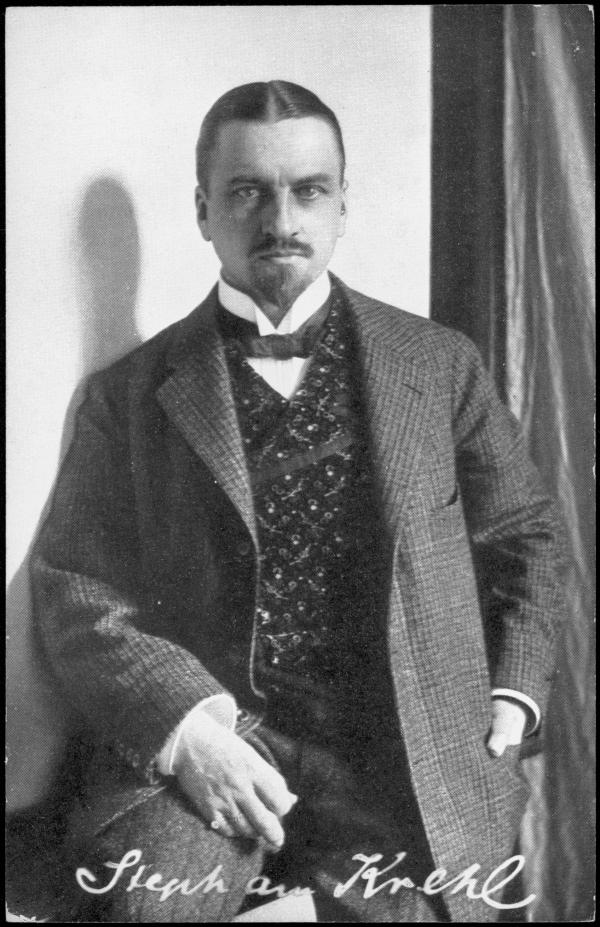
Stephan Krehl

Stephan Krehl (* 5. Juli 1864 in Leipzig; † 7. April 1924 ebenda) war ein deutscher Komponist, Musikpädagoge und Musiktheoretiker.

## Leben
Krehl war Sohn des Leipziger Professors für Orientalistik Ludolf Krehl; sein Großvater war der Leipziger Theologe August Ludwig Gottlob Krehl.
Stephan Krehl studierte in Leipzig und Dresden Musik. Von 1889 bis 1902 war er Lehrer für Klavier und Musiktheorie am Konservatorium in Karlsruhe. Von 1902 bis zu seinem Tod lehrte er dann in Leipzig. Als Rektor bzw. Studiendirektor amtierte er am Konservatorium von 1907 bis 1924. Zu seinen Schülern gehörten der Spanier Pablo Sorozábal (1897–1988), die polnische Musikpädagogin und Komponistin Anna Maria Klechniowska, Franciszek Brzeziński, Günther Ramin, Rudolf Mauersberger, Rudolf Wagner-Régeny, Peder Gram, Edvin Kallstenius, Stevan Hristić, Heinrich Sthamer, die Berliner Theorielehrerin Else Streit, Johannes Weyrauch, Claus Clauberg, Hermann Weil, Fritz Reuter und Ernst Smigelski.
Er ist Verfasser mehrerer Lehrbücher der Musiktheorie wie der „Allgemeinen Musiklehre“ von 1904. Sein Werk als Komponist umfasst ca. 30 Werke für Klavier, Violine und Klarinette.

## Schriften
- Kontrapunkt. Die Lehre von der selbständigen Stimmführung. Neudruck. Leipzig: Sammlung Göschen 1912.
- Harmonielehre. 3 Bände., Berlin und Leipzig: Sammlung Göschen 1921, 1931.
- Musikalische Formenlehre (Kompositionslehre), 2 Bände, Berlin und Leipzig: Sammlung Göschen.